# Мортира

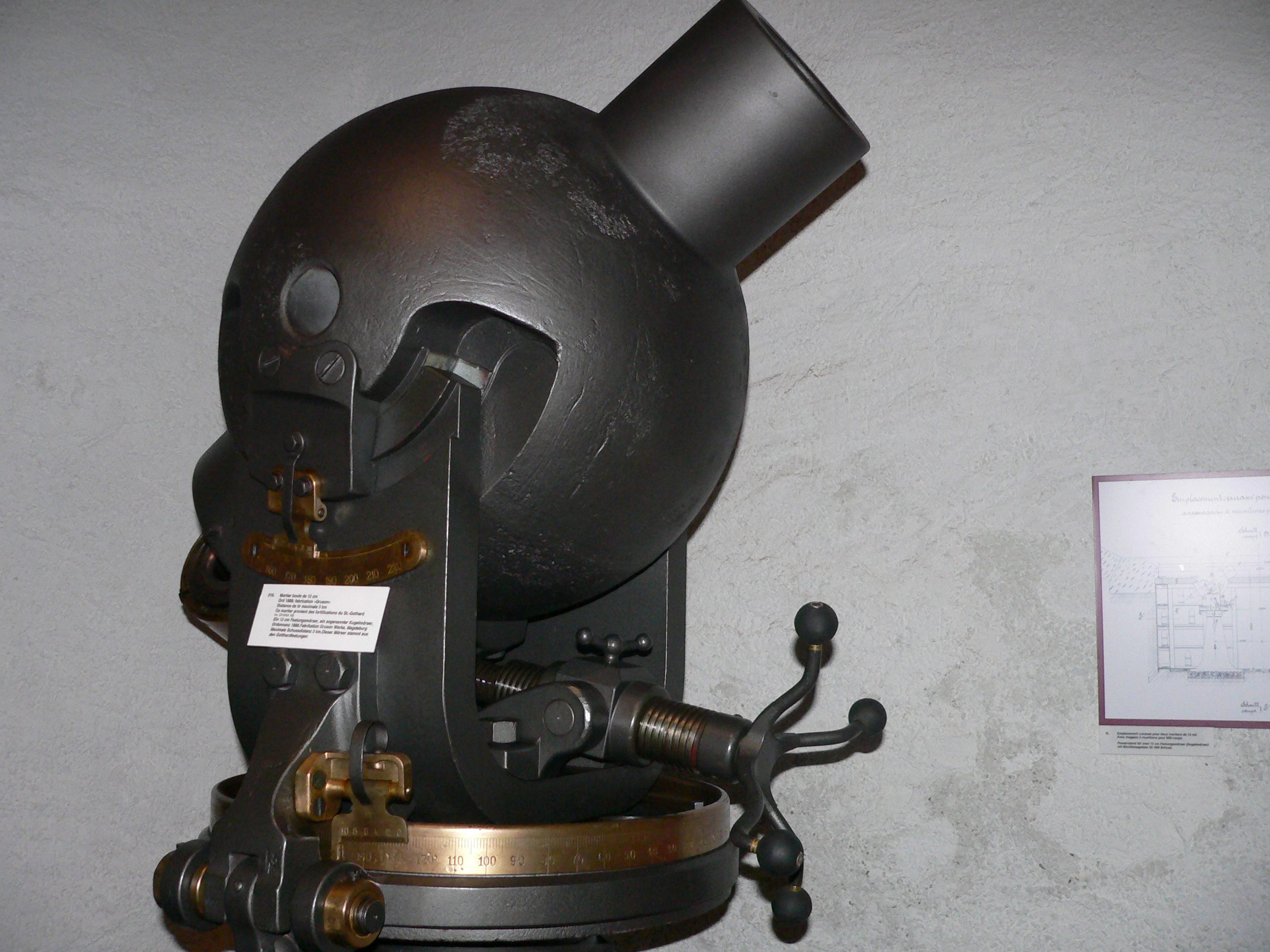
Старинная мортира в артиллерийском музее в Швейцарии.

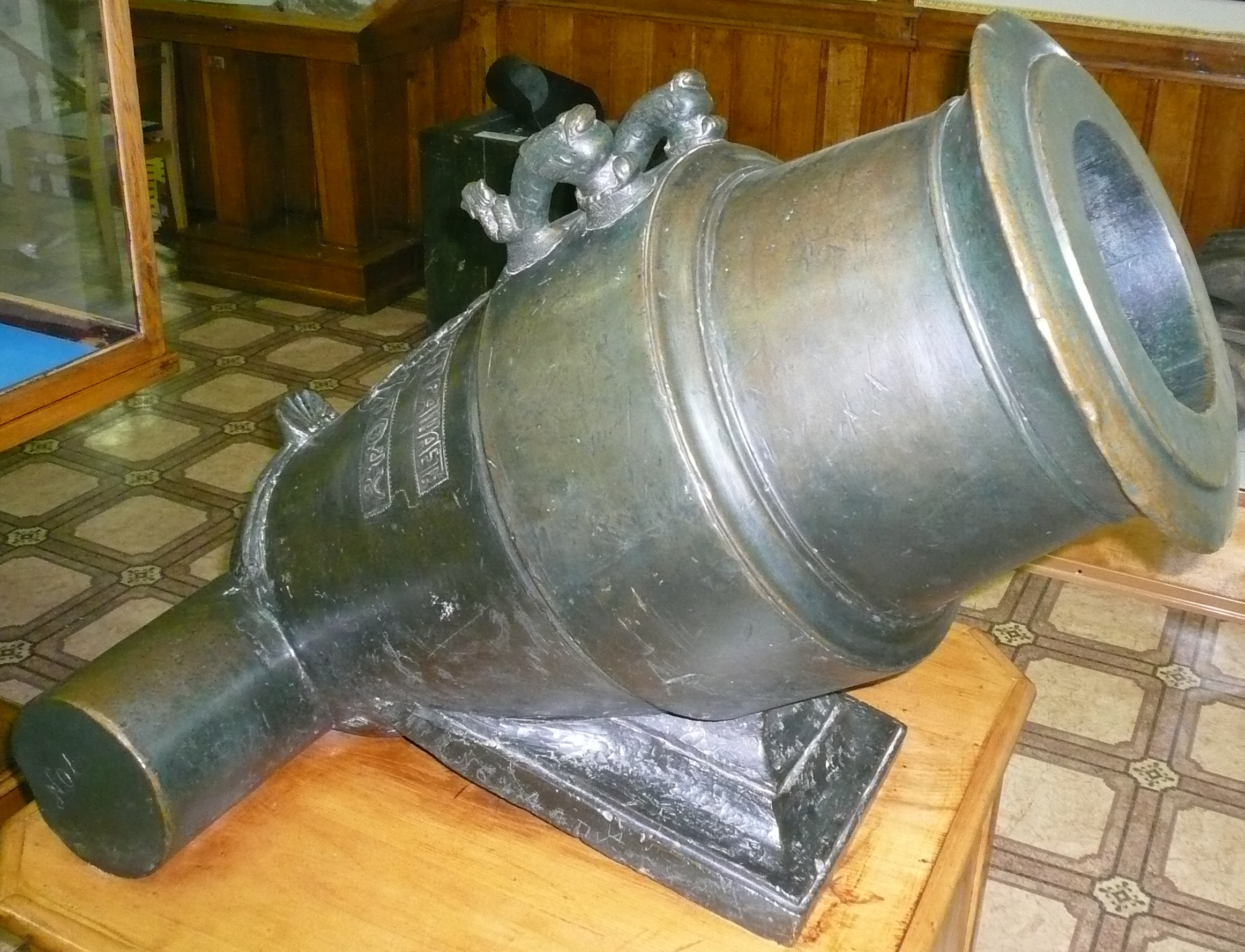
Русская мортира 1727 года. Калибр — 0,68 футов (210 мм), вес — 705 кг. Музей Черноморского флота, Севастополь.

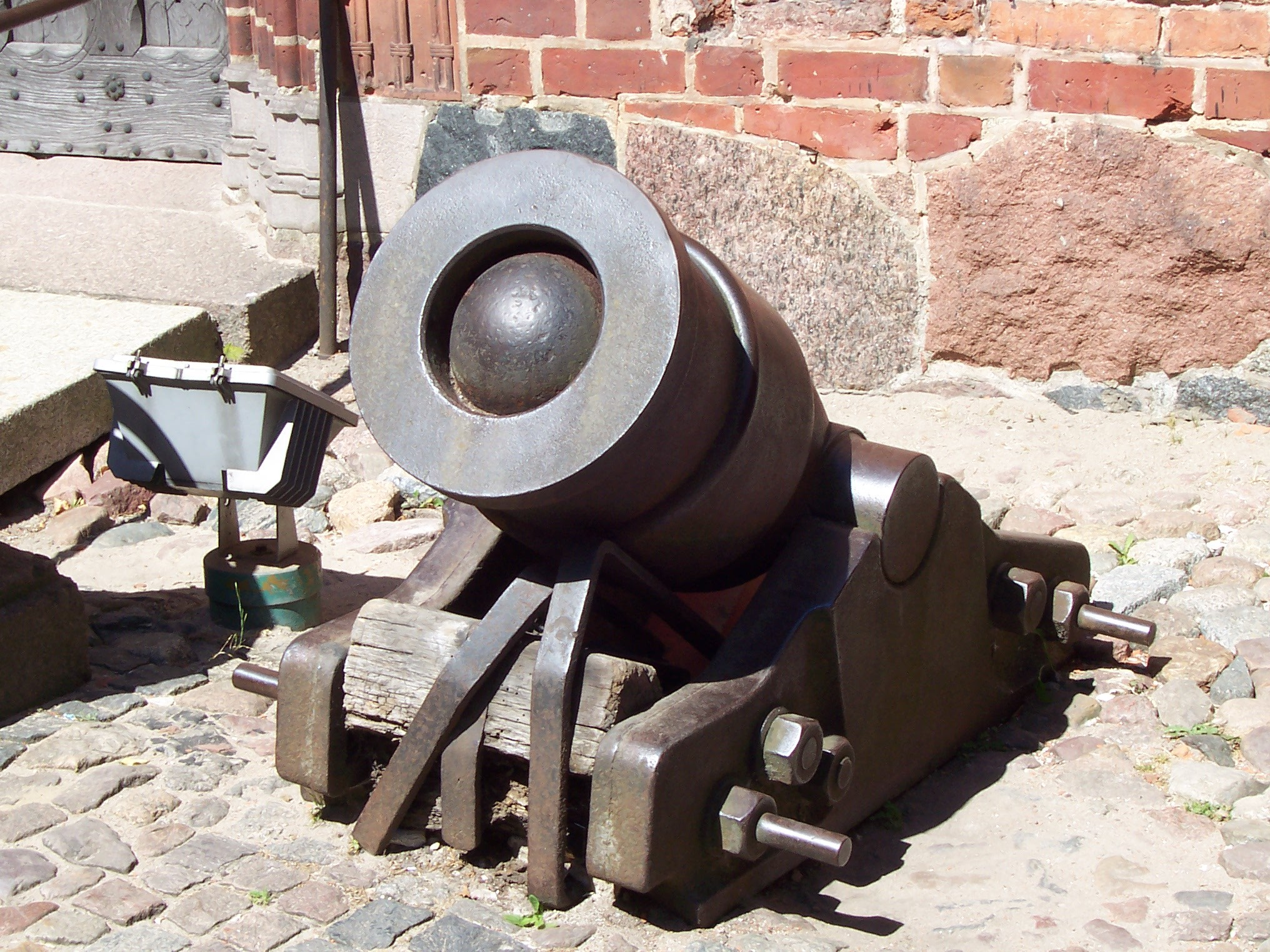
Бомбарда в замке Мальборк.

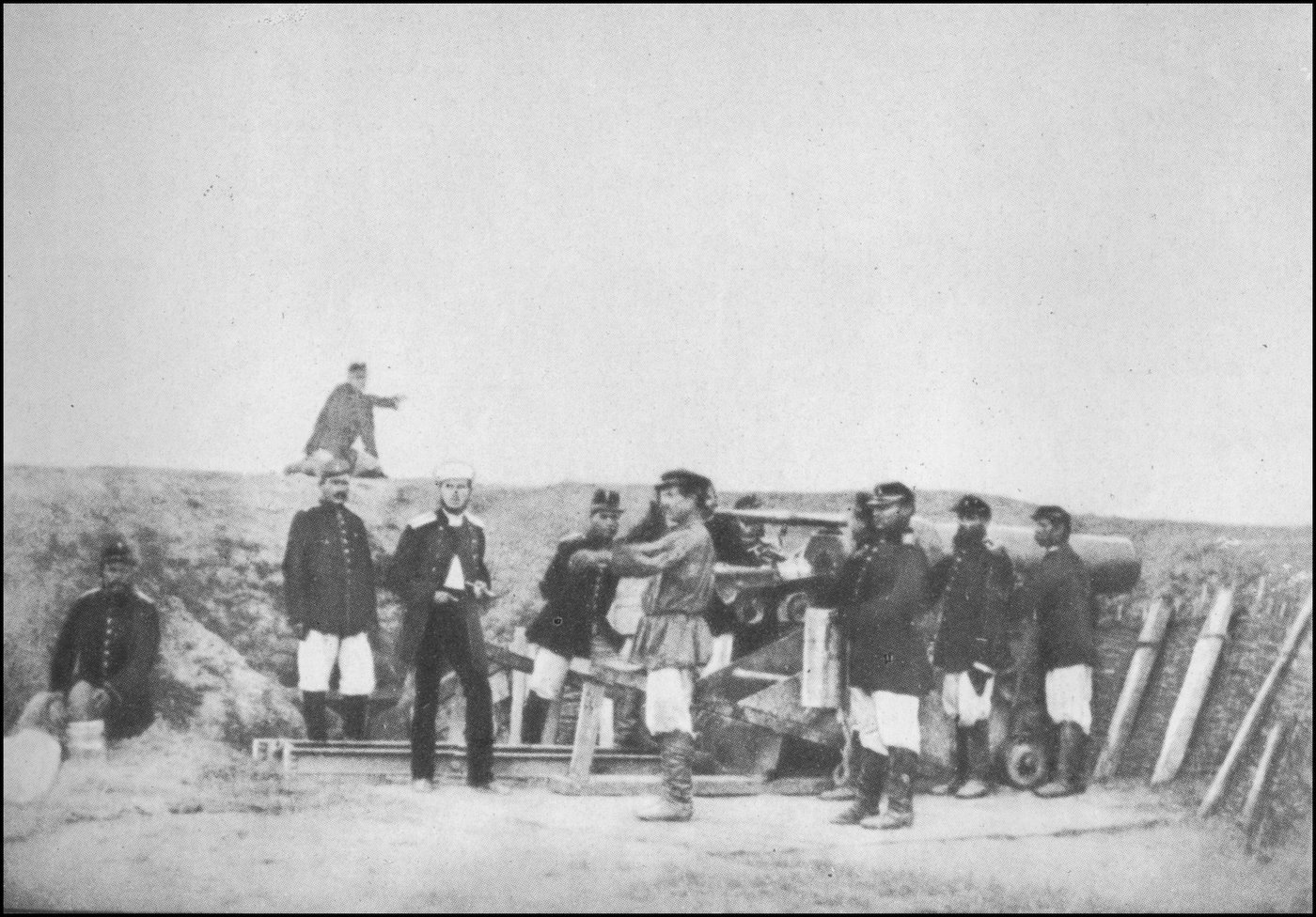
Русская осадная мортира с прислугой, Русско-турецкая война (1877-1878).

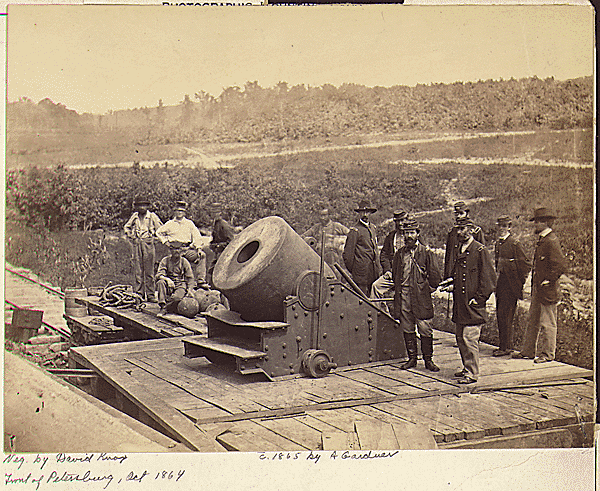
Мортира «Dictator». Гражданская война в США.

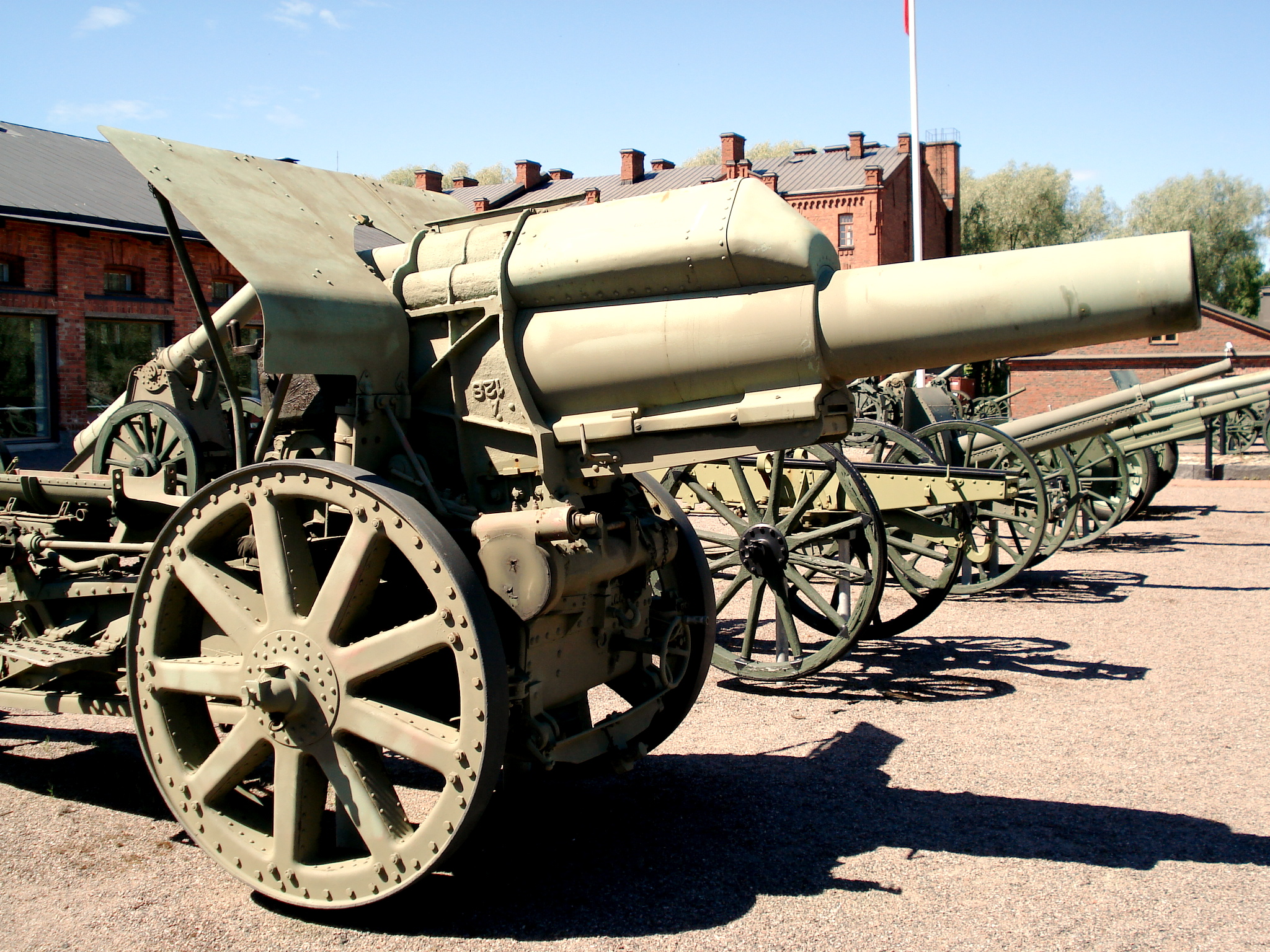
Германская мортира «Модель 16» калибром 210 мм

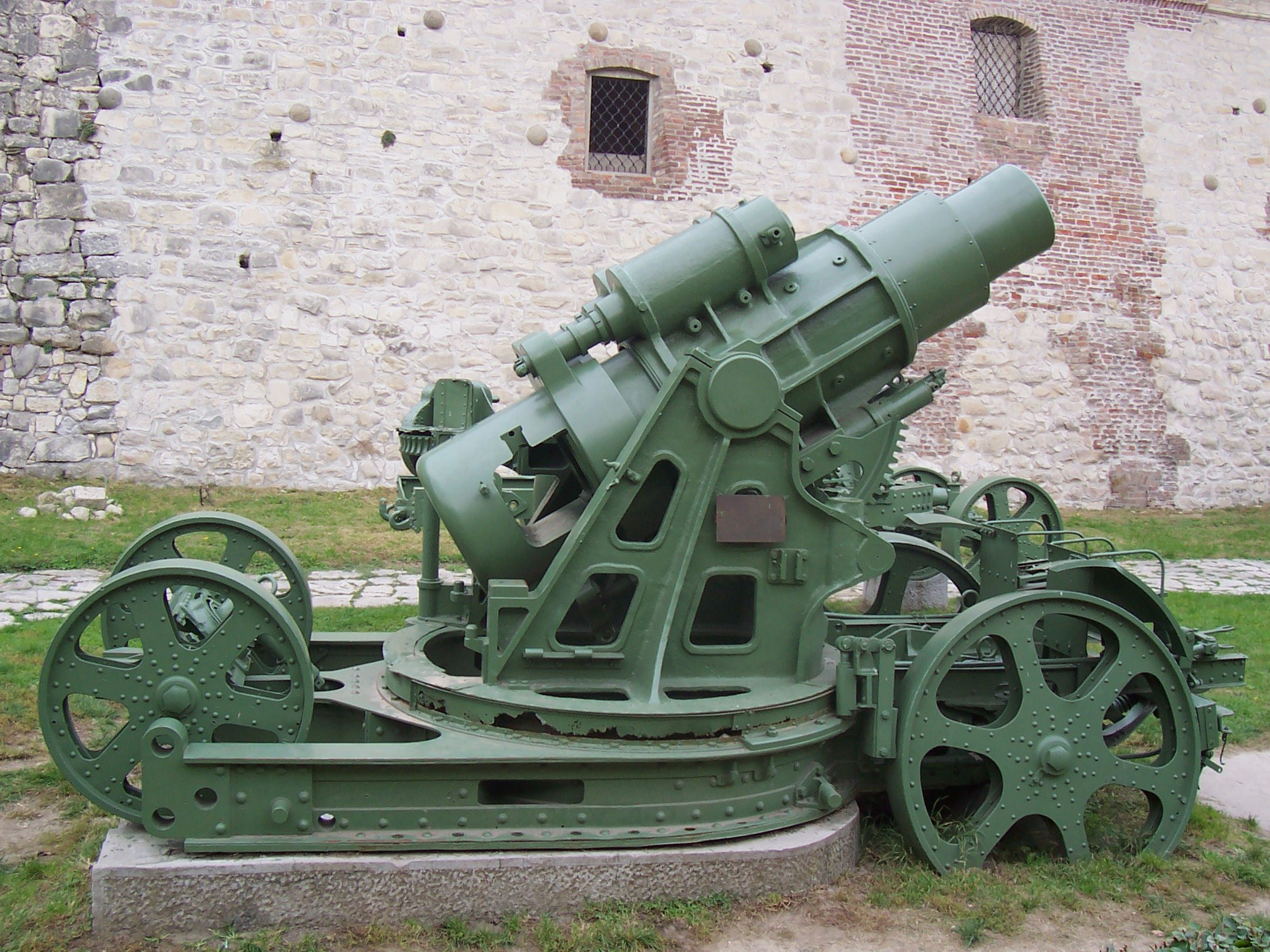
(Мортира «Шкода», 1911 г.).

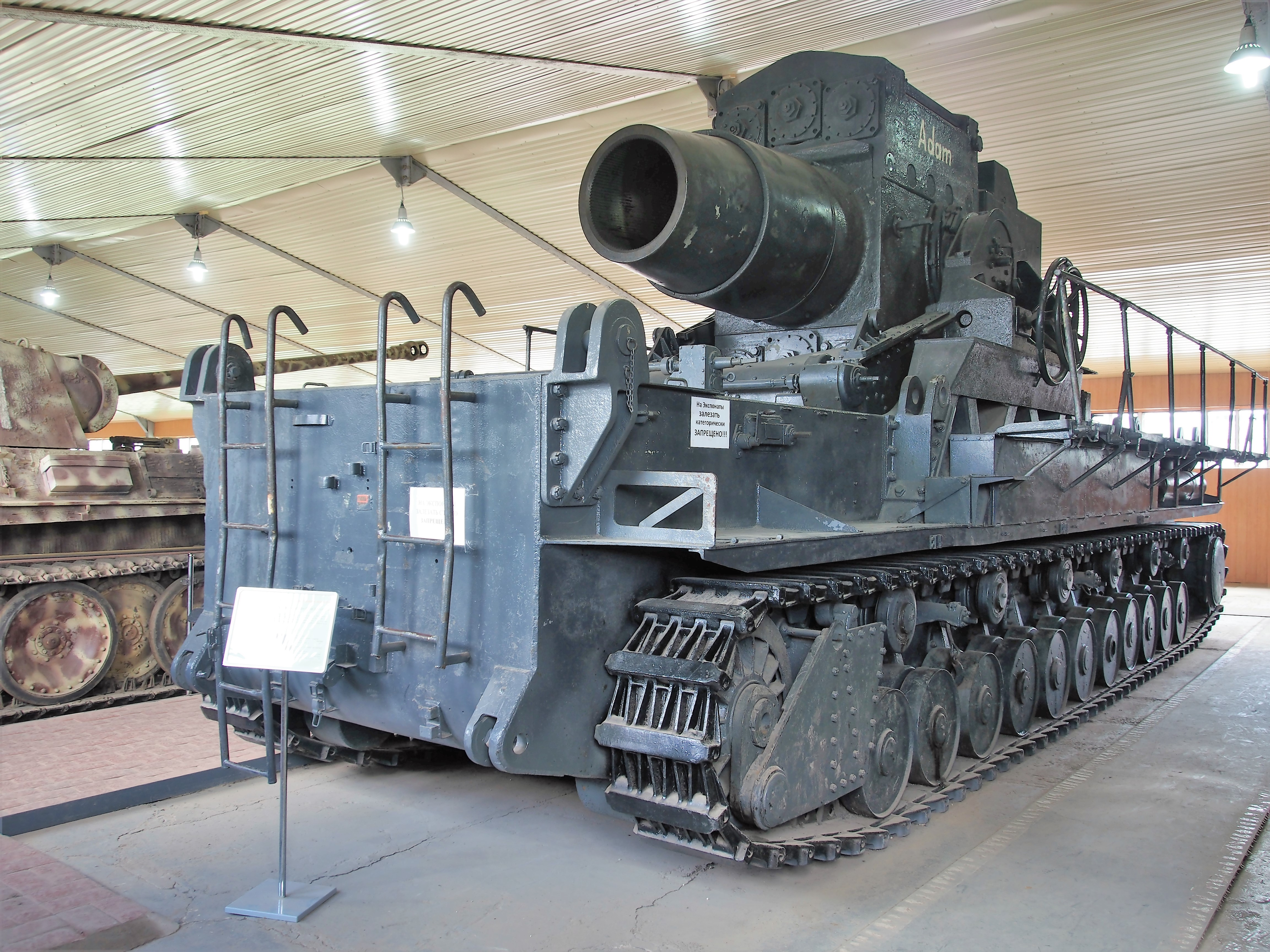
Немецкая 600-мм мортира «Карл» (Adam) времён Второй мировой войны.

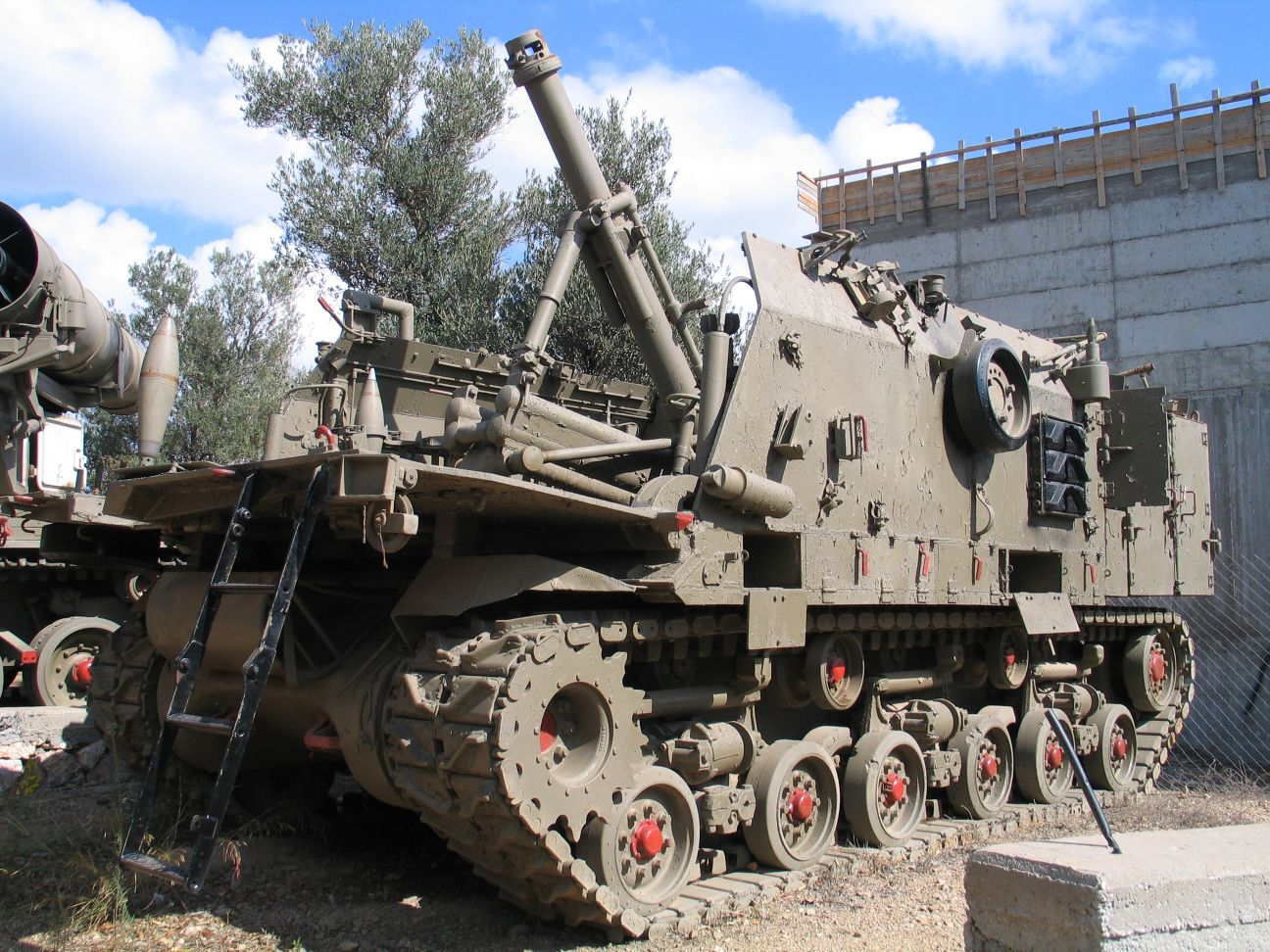
Современная израильская мортира (160 мм) на гусеничном шасси Шермана.

Морти́ра (нидерл. mortier, от лат. mortarium «ступа») — артиллерийское орудие с коротким стволом (обычно длиной канала менее 15 калибров, в другом источнике указано что ствол которой короче 10 калибров) для навесной стрельбы. 
Благодаря короткому стволу мортира значительно легче других видов артиллерийских орудий, и при одинаковом весе с гаубицами она имеет более крупный калибр и, следовательно, больший объём снаряда и соответственно в нём больший разрывной заряд. Мортира предназначена главным образом для разрушения горизонтальных целей, бомбардировки городов и крепостей и поражения войск за закрытием, поражения целей, укрытых за стенами или в окопах. Применялась с XV века. В некоторых современных языках мортира и миномёт называются одним словом. В других языках и в современном русском языке термин «мортира» применяется лишь к короткоствольным орудиям, не имеющим плиты, передающей отдачу в землю (то есть не являющихся миномётами). Существовала мортира дальнего боя. Бомбардир, и вообще служитель при мортире — морти́рщик.

## Первые мортиры
К мортирам по отношению длины ствола к калибру можно отнести бомбарды — одни из первых артиллерийских орудий, применявшихся при осаде и обороне крепостей в XIV—XVI веках. Однако бомбарды обычно стреляли прямой наводкой по стенам. Первое применение в осадной войне мортир, называвшихся по аналогии с сосудами характерной формы пиксидами, произошло в ходе Гуситских войн. В частности, чешский рыцарь-хронист Бартошек из Драгониц упоминает под 1427 годом крупнокалиберную пиксиду «Хмелик», использовавшуюся гуситами Прокопа Великого.
Первоначально в России мортиры назывались можжирами или верховыми пушками. Термин «мортира» проник в Россию при Петре I, когда артиллерийские орудия разделили на длинноствольные (пушки), средние (гаубицы) и короткоствольные (мортиры). В начале своего развития мортира предназначалась для обстрела целей, недоступных для настильного огня — живой силы противника, укрытой в траншеях или за стенами крепостей; разрушения зданий и укреплений при осадах. Старинные пушки обычно стреляли каменными ядрами, так как в то время металл был очень дорогой, и металлургия того времени не позволяла сделать ядра крупного калибра из металла. Ядра мортиры могли быть снаряжены взрывчаткой, так как скорость ядра, а значит, и перегрузки при выстреле были меньше. Промежуточным вариантом была гаубица.
Мортиры иногда достигали огромного размера и транспортировались в специальных отдельных телегах, с которых они выгружались на землю для перехода из походного положения в боевое.
Во время Войны за испанское наследство французы впервые использовали многоствольные мортиры системы Петри, которые получили название «куропатки».

## Попытки повышения мобильности
Впервые мортиры были поставлены на железнодорожные платформы во время гражданской войны в США в 1861 году в армии Северных штатов. Артиллерия была быстро доставлена к расположившимся лагерем у линии железной дороги войскам Южных штатов и произвела внезапное опустошение в их стане. Этот удачный опыт потом неоднократно использовался. В 1864 году на платформы были установлены уже 13-дюймовые мортиры, стрелявшие при осаде Питтсбурга снарядами массой примерно 100 кг с дальностью стрельбы до 4,5 км. В Европе подобное использование железнодорожных платформ имело место в 1871 году при осаде Парижа прусской армией во время франко-прусской войны: удалось обстреливать укрепления города с разных сторон.

## В конце XIX века
В Германии в конце XIX века решили организовать подвижные отделения осадных орудий, преобразованных потом в корпусную артиллерию. В эти подвижные отделения были назначены четыре 21-см мортиры и шесть 15-см гаубиц, переделанных из бронзовых 12-фунтовых пушек путём вставления в них стальной трубы (такой способ переделки бронзовых и частью чугунных орудий довольно широко применялся всюду для модернизации орудий). Эти орудия мало удовлетворяли требованиям маневренности, но, во всяком случае, могли быть сравнительно скоро доставлены на участок фронта, где в них возникала надобность. По такому же пути вслед за Германией пошла и Австрия. При большом весе снаряда (слово бомба (граната) обычно используется по отношению к снаряду мортиры) и малом весе ствола (15—20 снарядов) скорость отката последнего получалась очень большой, вследствие чего и откат системы получался большой. Всякие препятствия откату системы вызывали сильные прыжки, уклонения в сторону, почему восстановление первоначального положения орудия требовало много времени.
В 1895 году в России введены были полевые мортиры — прототип современных гаубиц. В Вооружённых силах Российской империи имелись мортиры:
- калибров 6, 8, 9 и 11 дюймов;
- лёгкие, крепостные и береговые[2].

Вес арторудий был от 64 до 630 пудов, вес снаряда от 67 до 610 фунтов, вес заряда от 1¾ до 40½ фунтов. Наибольшая дальность стрельбы полевых мортир — три версты, крепостных мортир — 5 вёрст, береговых мортир — 8 вёрст.
На конец XIX столетия на вооружении русской мортирной полевой артиллерии в батареях стояли 6-дюймовые мортиры. В мортирной батарее было 6 орудий, и она подразделялась на четыре (или три) взвода, по два орудия в каждом. Два взвода составляли полубатарею. Для сосредоточенного огня в бою и для удобства боевой подготовки в мирное время батареи соединялись по три (или по две) в дивизионы.

## В начале XX века
В начале XX века конструкция мортир практически совпадала с конструкцией других артиллерийских орудий того времени, отличаясь лишь длиной и калибром. Например, 305 мм мортира «Шкода» образца 1911 года имела массу снаряда 384 кг. 6-дюймовые полевые мортиры Круппа использовались российской армией в Первой мировой войне и также Гражданской войне. 6-дюймовые полевые мортиры принимали, несмотря на небольшую их дальнобойность (менее 4000 м), участие в Русско-японской войне. В числе претензий не только к 6-дюймовой полевой мортире, а полевой мортире вообще, всегда выставлялись: малая скорострельность, трудность снабжения их боеприпасами вследствие большого их веса и быстрая утомляемость орудийного расчёта по этой же причине.
В полевой артиллерии ВС Российской империи, на 1914 год, имелось  мортирных формирований – 36 дивизионов (в том числе один гвардейский) и одна батарея (всего 77 батарей).
Во время Первой мировой войны появились мортиры-миномёты, сочетавшие преимущества мортир и миномётов.
В XX веке функции мортир по разрушению особо прочных фортификационных сооружений перешли к гаубицам, которые обладали несколько меньшим максимальным углом возвышения и более длинным стволом. Однако некоторые из орудий этого периода по-прежнему классифицировались как мортиры, например состоявшая на вооружении Красной Армии в Великую Отечественную войну 280-мм мортира обр. 1939 г. или самодвижущаяся немецкая 600-мм мортира «Карлгерэт». В качестве орудия непосредственной поддержки пехоты навесным огнём мортиры ещё в начале XX века были вытеснены миномётами.

## Во Второй мировой войне
Увеличение калибра гаубиц, появление новых более лёгких и мобильных типов артсистем (миномёты, РСЗО) большой мощности, а самое главное, развитие бомбардировочной и штурмовой авиации привели к тому, что в конце 1930-х годов мортиры сняты с вооружения армий многих государств мира, прежде всего Великобритании, США и Союза ССР. 
В германской же армии идея мобильной мортиры не была забыта, хотя мортиры с коротким стволом значительно уступали дальнобойности пушек и гаубиц. После Сталинградской битвы Гитлер распорядился разработать самоходные мортиры для осадных действий. Помимо известной самоходной мортиры «Карл» (1941 год) появились самоходные мортиры типа «Штурмтигр» (380 мм). Но проблема низкой скорострельности осталась, и по мнению многих историков, эти образцы «чудо-оружия» были пустой тратой ресурсов: того же результата можно было достичь бомбёжкой, но у нацистской Германии и их союзников было мало крупных бомбардировщиков.
В Красной армии ВС Союза ССР в годы Великой Отечественной войны ограниченно использовалась Бр-5, которых было выпущено всего 47 единиц.

## Современное положение
После окончания Второй мировой войны мортиры окончательно вышли из употребления. В современных армиях функции мортиры выполняют гаубица, миномёт, а также реактивные системы залпового огня.

## Фотогалерея

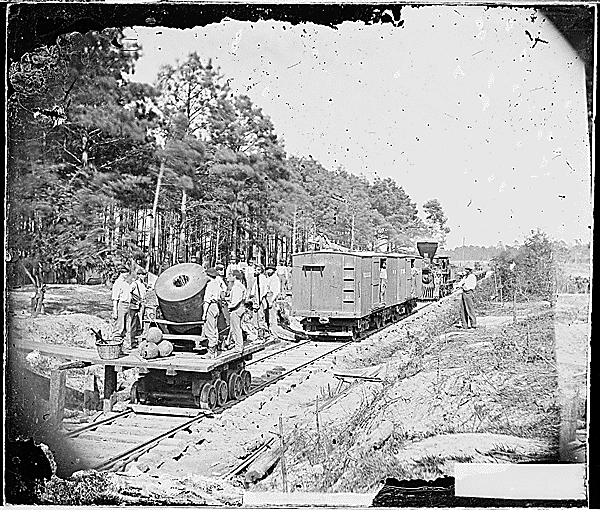
Железнодорожная мортира.
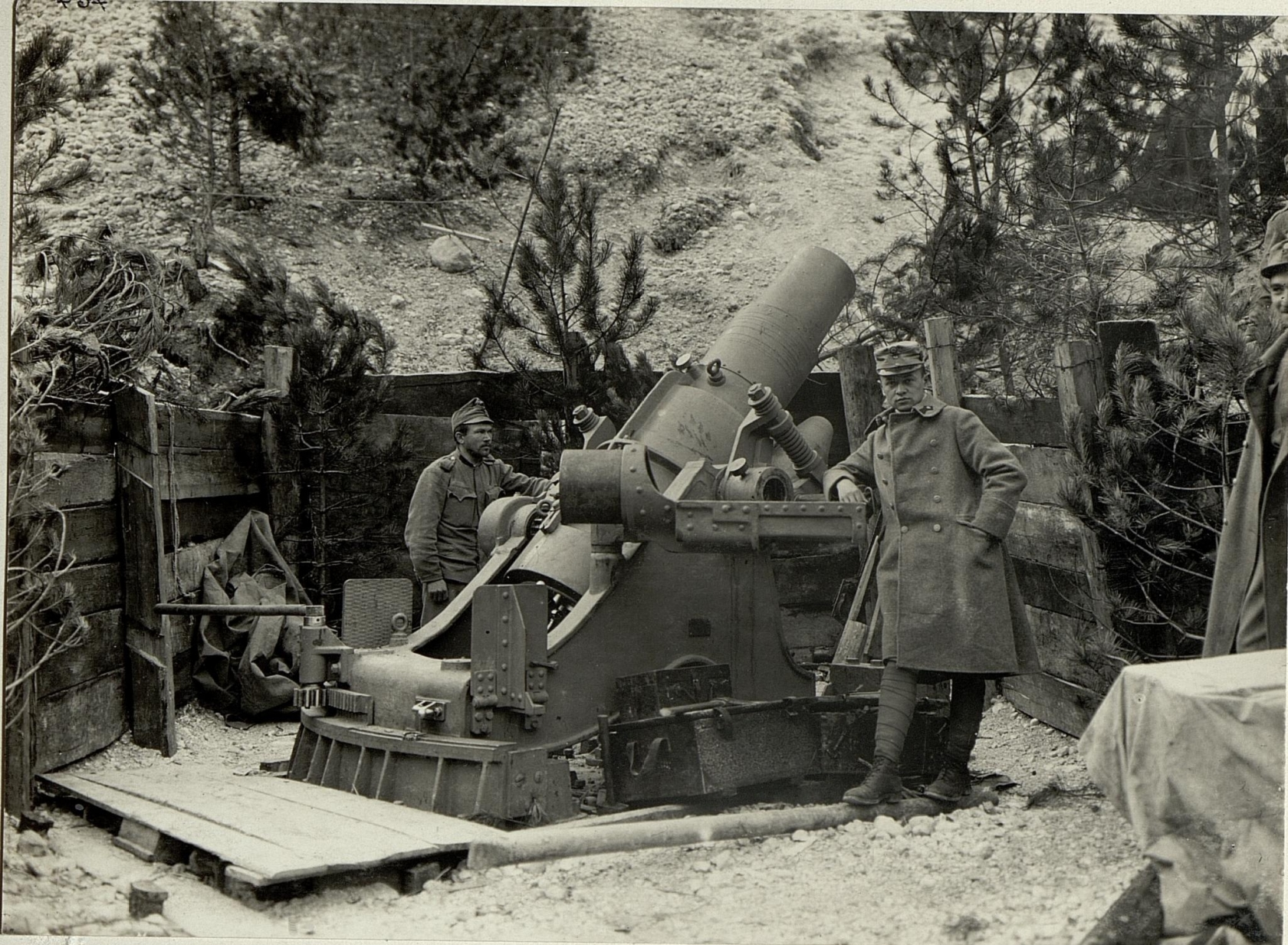
Австро-Венгерская 240-мм мортира М.1898, Первая мировая война.
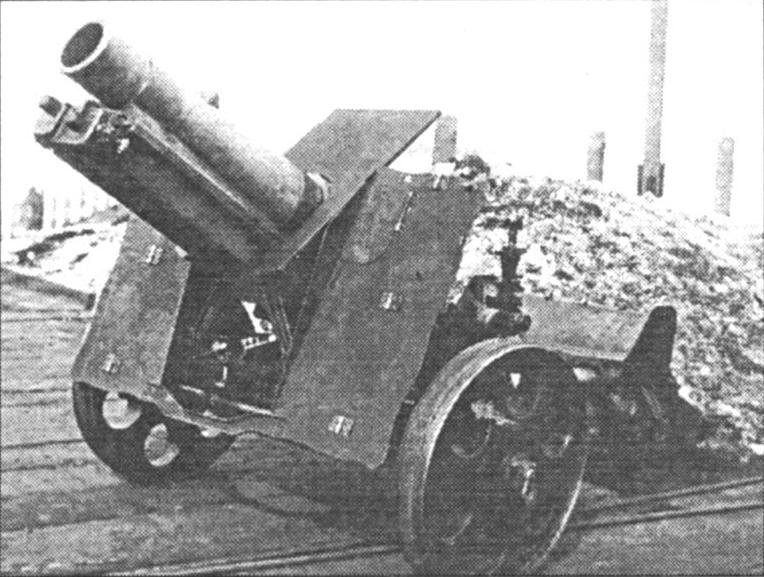
152-мм мортира образца 1931 года (НМ)
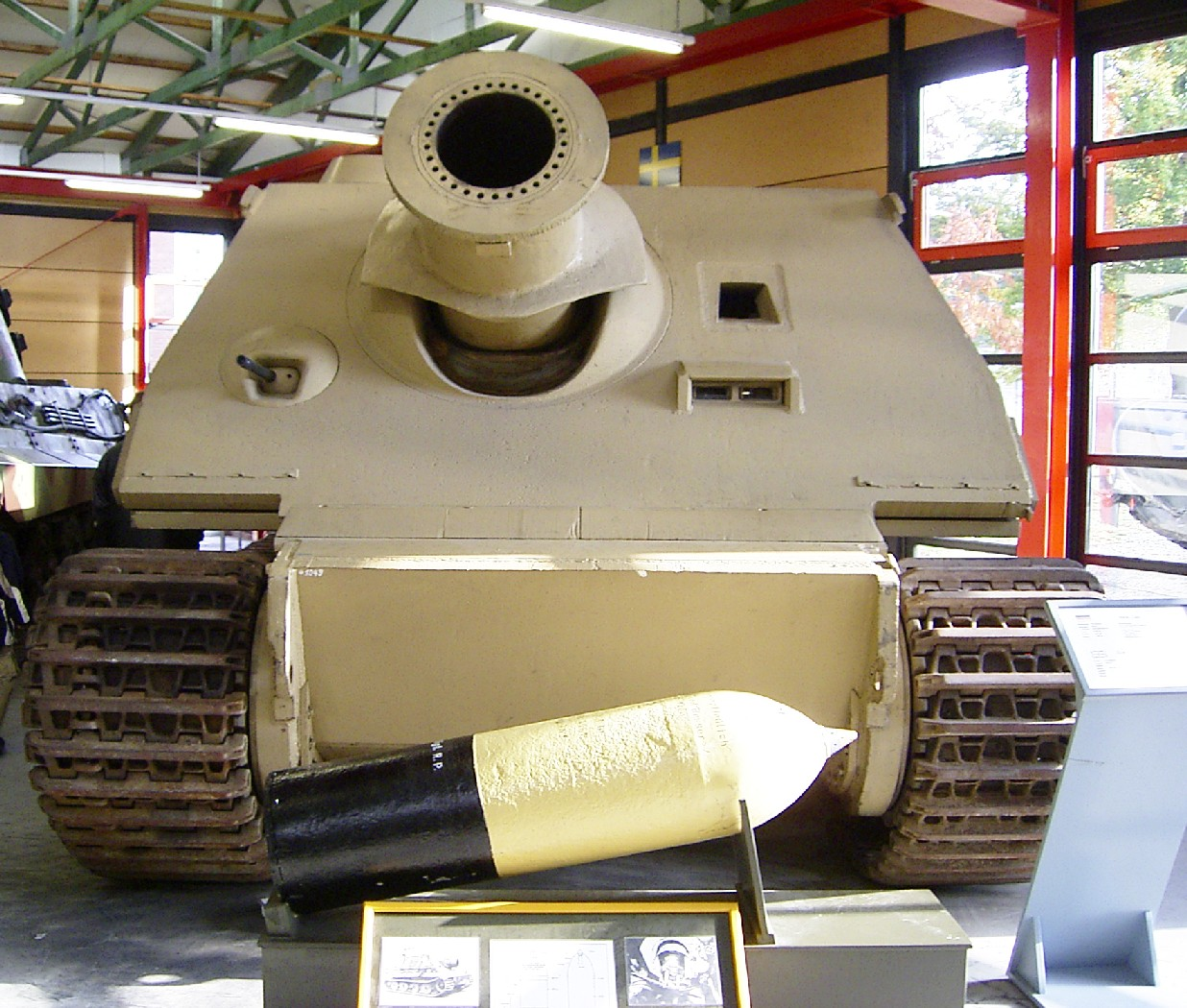
Самоходная 380-мм мортира типа «Штурмтигр» , в музее города Мюнстер.